# Nyári vargánya
A nyári vargánya (Boletus reticulatus) a tinórufélék családjába tartozó, Európában honos, lomberdőkben élő, ehető gombafaj. 

## Megjelenése
A nyári vargánya kalapja 5-20 (24) cm széles; fiatalon félgömb alakú, később széles domborúan, idősen majdnem laposan kiterül. Széle fiatalon behajló. Felszíne száraz, bársonyos, ráncolt, idősen lehet sima, fénylő vagy berepedezett. Színe világos mogyoróbarna, sötétbarna vagy okkerbarnáig terjed; vöröses árnyalat nélkül.
Húsa vastag, eleinte kemény, később megpuhul. Színe fehér, sérülésre nem változik. Szaga és íze kellemes, gombaszerű, nem jellegzetes. 
A tönk előtt felkanyarodó termőrétege csöves. A pórusok szűkek. Színük fiatalon fehéres, szürkés; később sárgás, idősen olívzöld; nyomásra, sérülésre nem változik. 
Tönkje 6-15 cm magas és 4-5 cm vastag, Alakja robusztus, hasas, esetleg hengeres; belül tömör. Színe egészen világos mogyoróbarna vagy világosbarna. Felszínét teljesen (vagy ritkábban csak a csúcsán) fehéres vagy barnás aprószemű hálóminta fedi.
Spórapora olívbarna. Spórája orsó alakú, sima, mérete 10-15 x 3-4,5 µm.

### Hasonló fajok
Az ehető ízletes vargányával, a bronzos vargányával, a vörösbarna vargányával, esetleg az erősen keserű epeízű tinóruval lehet összetéveszteni.  

## Elterjedése és termőhelye
Európában honos; inkább délen gyakori. 
Melegkedvelő lombos vagy vegyes erdőkben él, elsősorban tölgy, de bükk, szelídgesztenye, gyertyán,, mogyoró, hárs alatt is. Nyár elejétől ősz végéig terem. 

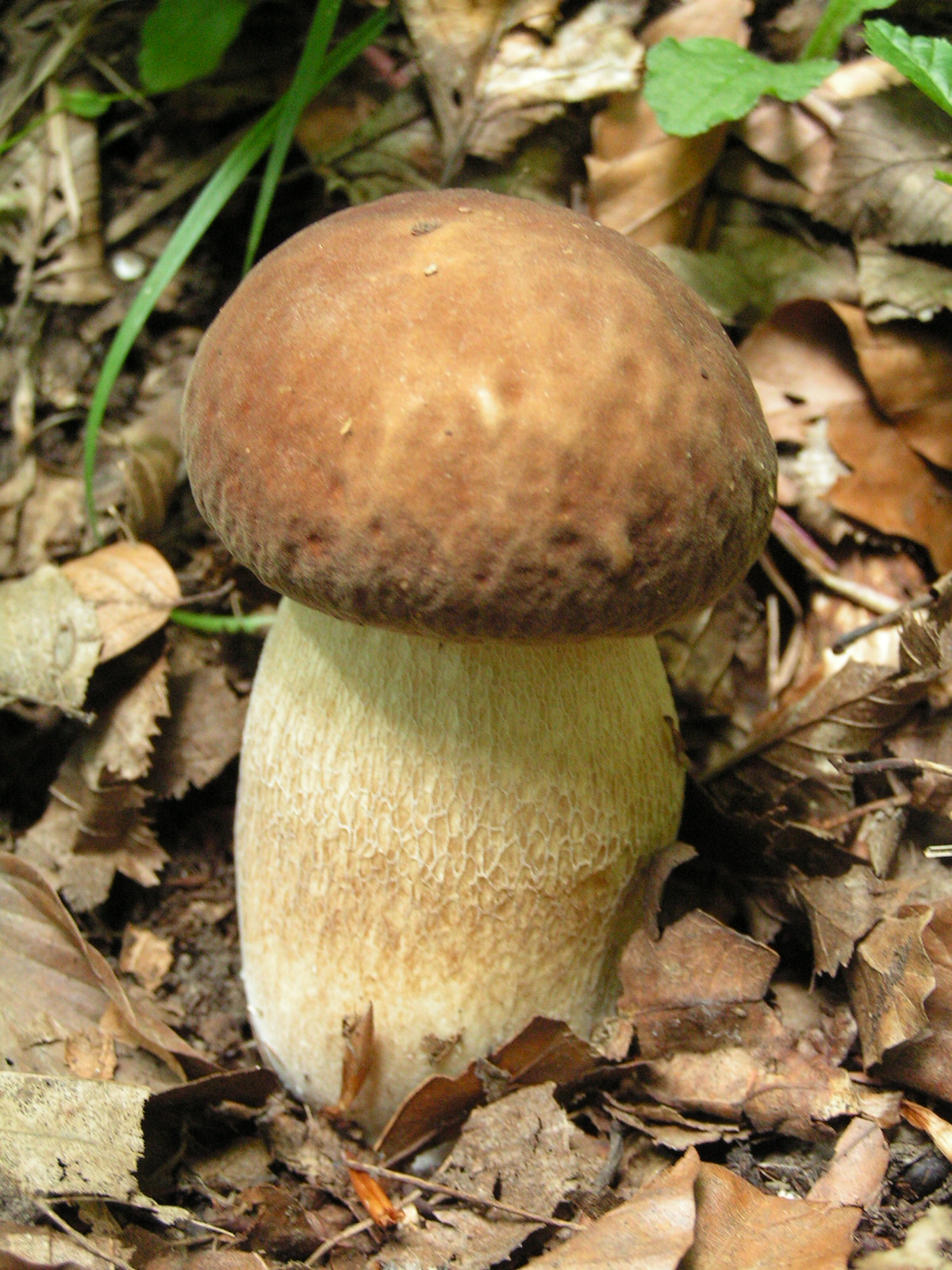
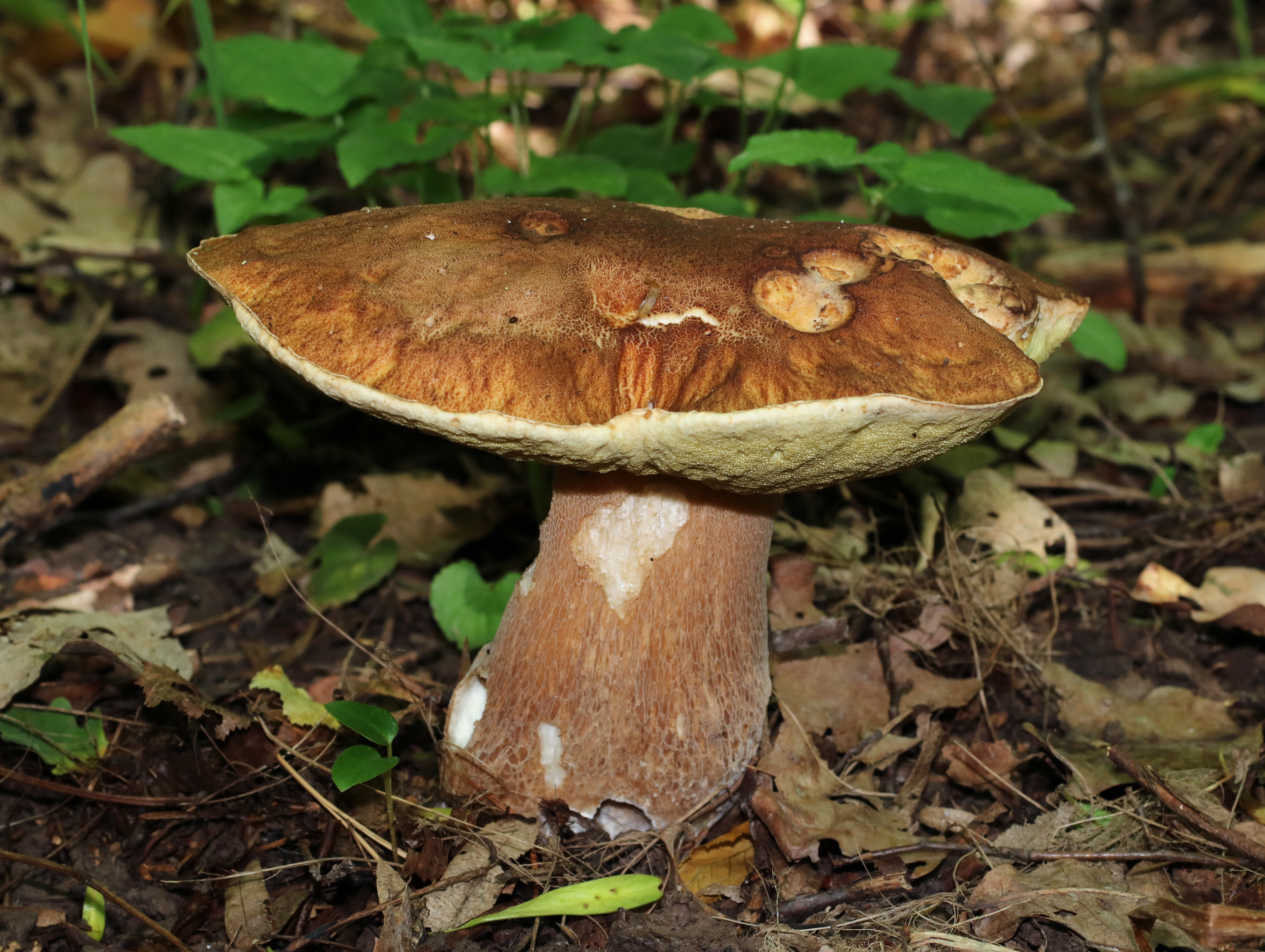
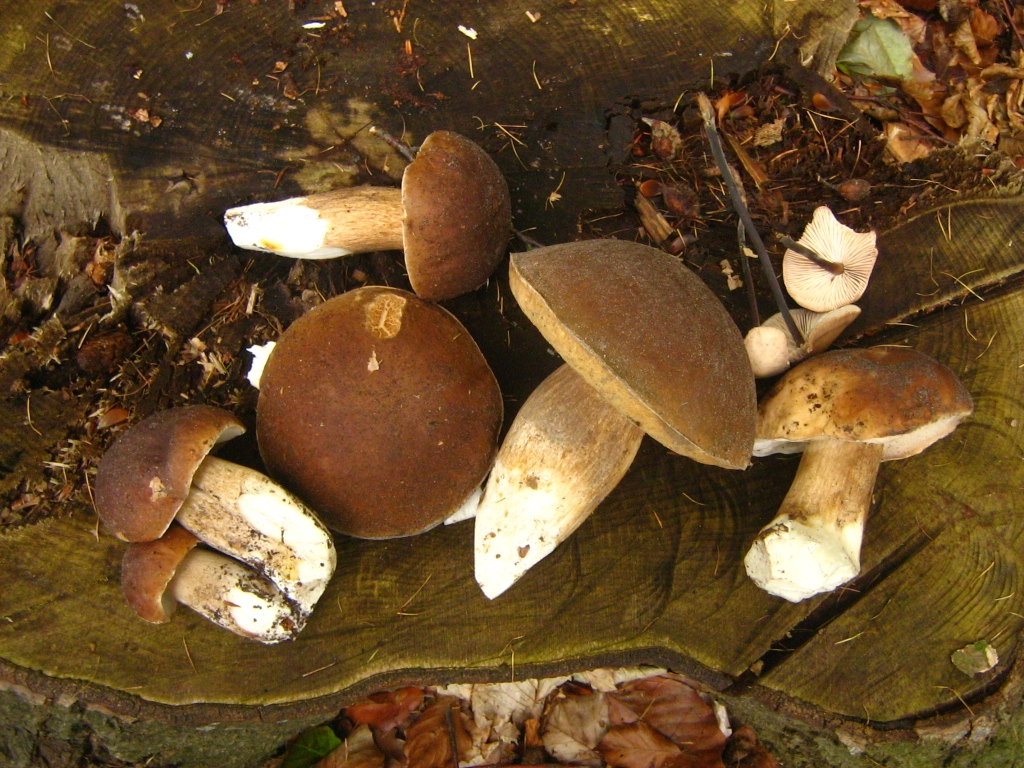
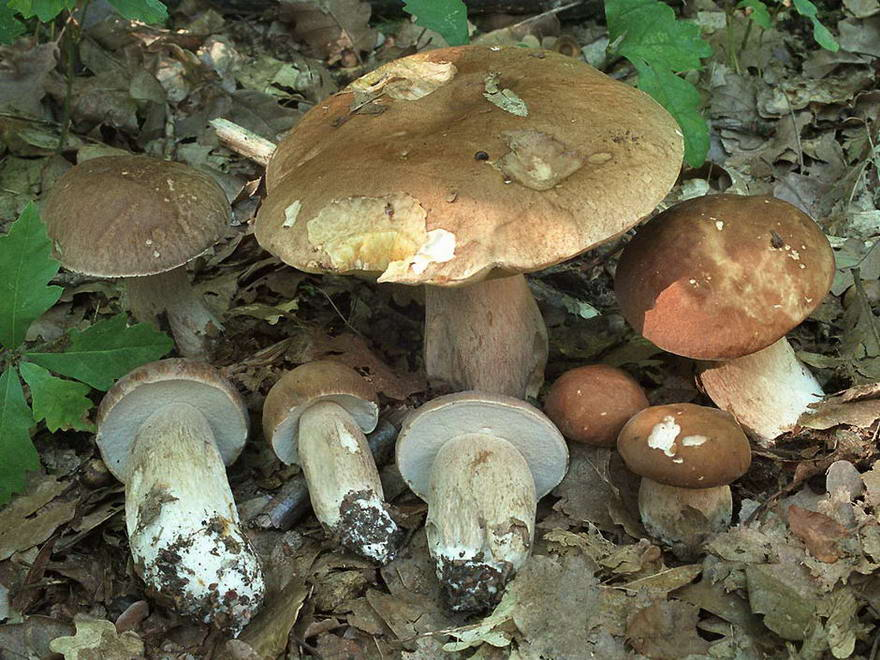
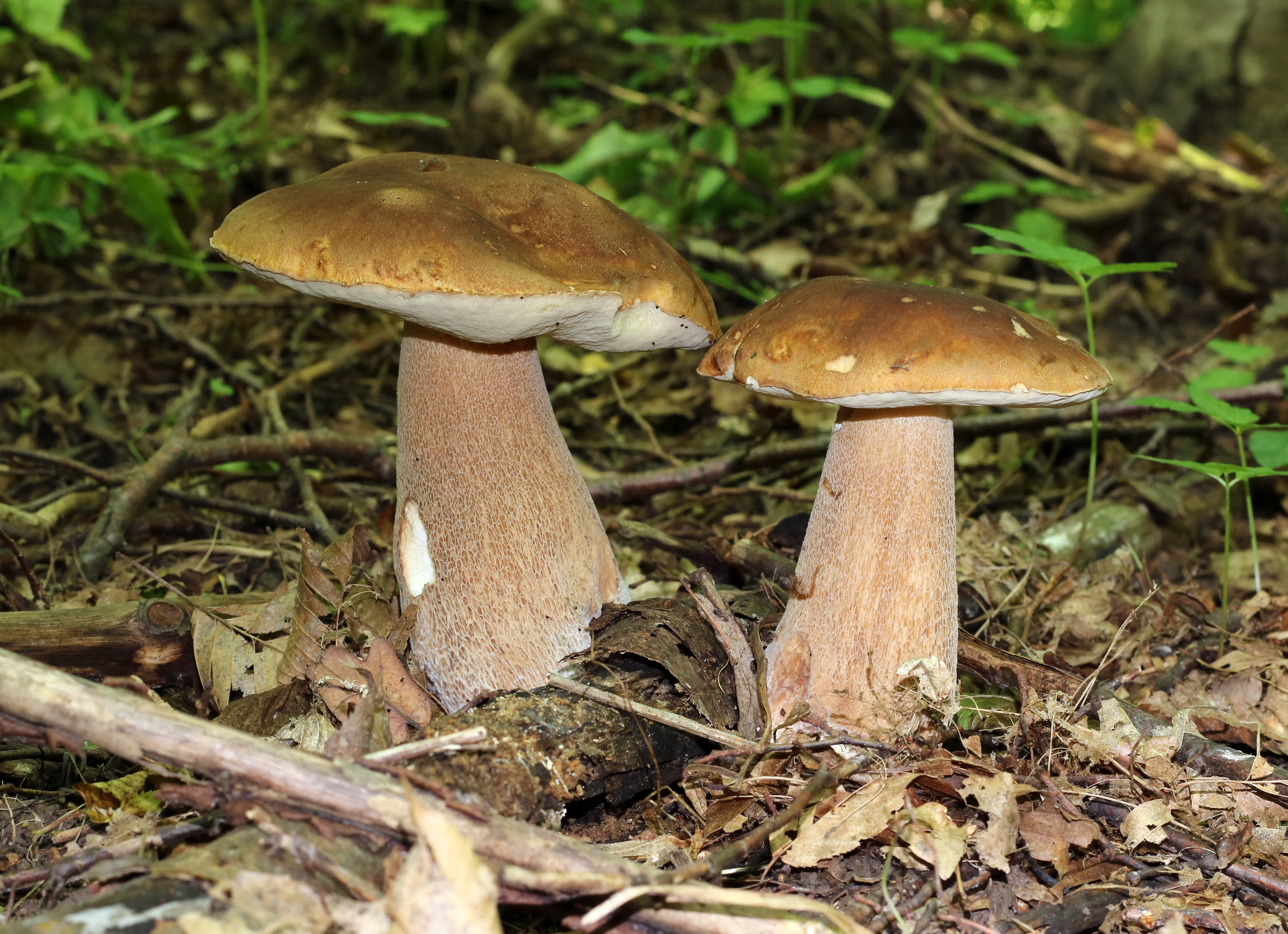

Ehető, ízletes gomba. 